# Эйрена
Эйре́на (др.-греч. Εἰρήνη «покой, мирная жизнь») — богиня мира в древнегреческой мифологии, персонификация мира, одна из ор, дочь Зевса и Фемиды. Ведала сменой времен года и плодородием полей. У римлян — Пакс.
Особенно распространено было её почитание в Афинах, где ей издревле приносилась бескровная жертва в праздник Синойкий (англ. Synoikia), установленный, по преданию, ещё Тесеем в память соединения двенадцати общин Аттики в одно государство. Там же ей был воздвигнут алтарь после битвы при Евримедонте (465 до н. э.) и после мира со Спартой, заключённого в 374 году до нашей эры. Медная статуя Эйрены с младенцем Плутосом (богатством) на руках — произведение Кефисодота — стояла на рыночной площади Афин. Её изображение находилось в афинском Пританее.
Действующее лицо комедии Аристофана «Мир» (без слов). Упоминается у Еврипида.
В честь богини назван астероид (14) Ирена, открытый в 1851 году, и спутник Юпитера Эйрене, открытый в 2003 году.

## Изображения

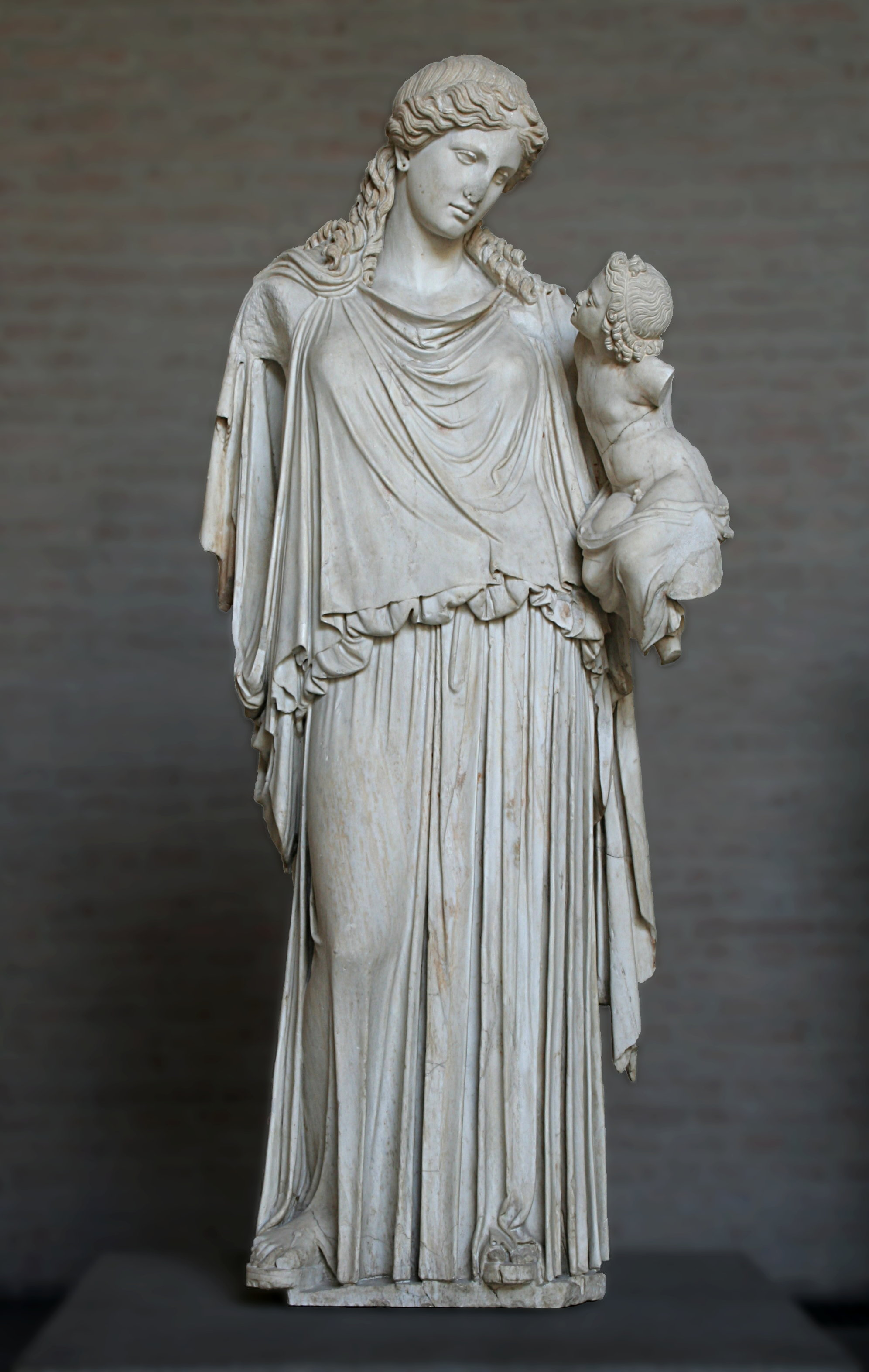
Эйрена c Плутосом
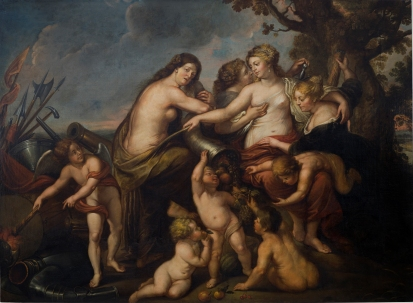
Якоб Йорданс. Аллегория мира. Библиотека-музей Виктора Балагера